# Troides meridionalis
Espèce
Synonymes
- Ornithoptera (Schoenbergia) meridionalis (Rothschild, 1897)

Statut de conservation UICN

 EN IUCN2.3 : En danger
Statut CITES
Troides meridionalis est une espèce de papillon de la famille des Papilionidae et de la sous-famille des Papilioninae et du genre Troides.

## Systématique
Troides meridionalis a été décrite par Lionel Walter Rothschild en 1897 sous le taxonTroides paradiseus meridionalis, une sous-espèce de Troides paradiseus.
Elle est parfois classée sous le genre Ornithoptera (Schäffler, 2001).

## Liste des sous-espèces
Selon BioLib (1 janvier 2021) :
- sous-espèce Troides meridionalis meridionalis Rothschild, 1897
- sous-espèce Troides meridionalis tarunggarensis (Joicey & Talbot, 1927)

## Description
Troides meridionalis est un papillon d'une envergure allant de 120 mm à 140 mm, ce qui en fait l'un des plus petits du genre Troides. Le corps présente un thorax noir et un abdomen jaune. Il existe un dimorphisme sexuel de forme et de couleur.
Les mâles ont le dessus des ailes antérieures vertes à bord costal et externe noir et bande noire de la base à l'apex alors que le revers est vert veiné de noir. Les ailes postérieures sont petites à longue queue, de couleur jaune veinées de vert.
Les femelles sont plus grandes, de couleur marron, aux ailes antérieures tachées de blanc et aux ailes postérieures à marge dentelée noire, bande submarginale jaune à ligne de points noirs et plage blanche.

## Biologie

### Plantes hôtes
Les plantes hôtes de sa chenille sont des aristoloches (Aristolochia).

## Écologie et distribution
Troides meridionalis est présent en Papouasie-Nouvelle-Guinée.

### Biotope
Troides meridionalis réside dans le canopée de la forêt primaire humide de Papouasie-Nouvelle-Guinée.

### Protection
Il est protégé et considéré comme étant en danger d'extinction.